# Constant Flavien Bernardin
Pour les articles homonymes, voir Bernardin.
Constant Flavien Bernardin (15 janvier 1819 à Fougerolles, 26 février 1902 à Saint-Loup-sur-Semouse) est un horloger français. Il est l'auteur de l'horloge astronomique qui a servi de base à l'actuelle horloge astronomique de Besançon.

## Biographie
Constant Flavien Bernardin est né le 15 janvier 1819, à Fougerolles. Il était fils de Jean-Nicolas Bernardin, horloger, né vers 1788, et Marie-Joseph Grandjean, née vers 1793. Le 9 octobre 1838 à Saint-Loup-sur-Semouse, il a épousé Marie Hortence Bégoux, blanchisseuse, née le 9 septembre 1815, probablement à Saint-Loup-sur-Semouse. Il est décédé le 26 février 1902 à Saint-Loup-sur-Semouse.

## Pendule astronomique (1849)
Bernardin avait exposé une horloge astronomique en 1849 et il était alors domicilié à Fougerolles. Selon le rapport du jury, la pendule de Bernardin était "très-compliquée" et représentait "sur un grand nombre de cadrans à peu près tout ce qu'une horloge peut indiquer de révolutions astronomiques".
Le jury lui a accordé une mention honorable, non pas pour l'encourager (car ces nombreuses fonctions ont persuadé le jury qu'elles nuisaient à la marche de l'horloge), mais pour rendre justice à l'esprit d'invention de Bernardin.

## Horloge astronomique de Besançon (1850-1855)
L'horloge construite pour Besançon a été exposée à l'exposition universelle de 1855 à Paris où Auguste-Lucien Vérité, qui exposait aussi, a certainement pu la voir. La description qui suit est adaptée de l'Ami des Sciences de 1855, page 456.
L'horloge de Bernardin avait 5 mètres 50 de haut (7 mètres avec le chevalet), 2,40 m de large et 1 m de profondeur. Elle comportait 72 cadrans, dont 34 devant, 30 sur les côtés, 5 derrière et 3 à l'extérieur de la tour. Elle mettait en jeu 24 cloches, timbres et sonnettes et 22 statuettes. Elle donnait plus de 100 indications diverses. Elle se décomposait en 13638 pièces en fer, fonte, cuivre et acier poli et pesait 6 000 kilogrammes.
Le mouvement central était formé de neuf rouages, avec échappement à cheville, force constante et remontoir d'égalité. Ces rouages étaient en cuivre et l'échappement était garni de diamants. Le cylindre principal avait 21 centimètres de diamètre, sa grande roue avait 40 centimètres de diamètre. Le poids qui déterminait la marche était de 40 kilogrammes. Le poids du régulateur de la force constante était de 60 grammes. Toutes les dix secondes, le mouvement se communiquait à toutes les parties de l'horloge et la force se renouvelait par l'effet du remontoir d'égalité. Le balancier, long de 1 mètre jusqu'à la lentille, était composé de neuf tringles en fer et en cuivre. En bas, une lentille en cuivre de 5 décimètres de diamètre, au somment une aiguille de pyromètre longue de 5 décimètres et donnant par l'effet de la dilatation ou de la condensation du métal des tringles le degré de froid ou de chaleur indiqué sur un écusson en émail. Ce même balancier décrivait à chaque oscillation les degrés du cercle. L'échappement était muni d'une vis de rappel au moyen de laquelle on pouvait dans toutes les positions le mettre en équilibre.
De chaque côté du moteur principal étaient placés les moteurs de la grande sonnerie qui devait s'exécuter sur les cloches de la cathédrale. Ils étaient rattachés au moteur principal par une simple détente.
Après le mouvement venaient les divisions du temps : horaire, diurne, mensuelle ; le comput ecclésiastique, l'équation du temps, les phases de la lune, les années bissextiles, le méridien, les fêtes mobiles, la sphère céleste et le planisphère, les marées, les divisions décimales, le cadran régulateur, les statuettes des heures, les statuettes des jours de la semaine, le tombeau du Christ, la statue de la Vierge, le système de sonnerie, les cadrans extérieurs, etc. Toutes ces combinaisons étaient décrites en détail dans une petite brochure publiée par l'inventeur.

## Brevets
Bernardin est l'auteur de plusieurs brevets.